# Lars Passgård
Lars Passgård (Borås, 14 febbraio 1941 – Malmö, 16 marzo 2003) è stato un attore svedese, attivo in teatro, in televisione e sul grande schermo.

## Biografia
Cresciuto a Smålandsstenar, nella contea di Jönköping, iniziò a recitare a livello amatoriale in teatri locali e nel 1959, dopo alcuni mesi trascorsi alla scuola di recitazione di Willy Koblanck, cominciò un periodo di training al Malmö Stadsteater che sarebbe diventato il suo punto di riferimento negli anni a venire.
Il 16 dicembre 1960 debuttò in Midsommardröm i fattighuset di Pär Fabian Lagerkvist e l'anno successivo esordì sul grande schermo nel ruolo di Minus in Come in uno specchio di Ingmar Bergman. Nel 1962 ottenne una borsa di studio del Teaterförbundet, sindacato e associazione di professionisti di cinema e teatro, e tra il 1963 e il 1966 fece parte dell'ensemble teatrale di SVT, continuando a recitare in teatri svedesi come lo Stockholms Stadsteater e il Teatro Reale Drammatico, e danesi come il Teatro reale danese di Copenaghen. Nel 1969 ricevette molte attenzioni per la sua performance nell'Amleto di William Shakespeare andata in scena ad Aalborg.
Dopo la parentesi cinematografica degli anni sessanta, che nel 1966 gli valse il premio speciale della giuria al Festival di Berlino per il ruolo di "Desperado" in Jakten di Yngve Gamlin, Lars Passgård partecipò a produzioni televisive continuando a recitare in teatro. Nel 1985 ricevette il Thalia Prize dal quotidiano Kvällsposten per l'interpretazione in Det var en lördag afton, adattamento dell'opera teatrale Torch Song Trilogy di Harvey Fierstein.
È morto a Malmö dopo una breve malattia il 16 marzo 2003, all'età di 62 anni. È sepolto nel cimitero di Limhamn, distretto della città svedese. Dopo la morte, la madre Elvy ha istituito una borsa di studio dedicata alla sua memoria presso l'accademia teatrale dell'Università di Lund, destinata a studenti "giovani e promettenti, talentuosi e concentrati sulla natura dello spettacolo dell'arte drammatica o comica".

## Filmografia
- Come in uno specchio (Såsom i en spegel), regia di Ingmar Bergman (1961)
- Barnvagnen, regia di Bo Widerberg (1963)
- Intrigo a Stoccolma (The Prize), regia di Mark Robson (1963) - Non accreditato
- Bröllopsbesvär, regia di Åke Falck (1964)
- Jakten, regia di Yngve Gamlin (1965)
- Ormen - La frusta del sesso (Ormen), regia di Hans Abramson (1965)
- Den ödesdigra klockan, regia di Bertil Malmqvist (1966)
- Prinsessan, regia di Åke Falck (1966)
- Rapporto Fuller, base Stoccolma, regia di Sergio Grieco (1968)

## Televisione
Film Tv
- Dagboken - scener ur tre böcker, regia di Bo Widerberg (1962) - Cortometraggio
- Någon av er, regia di Staffan Aspelin (1963)
- Hittebarnet, regia di Gustaf Molander (1963)
- Kärlek utan strumpor, regia di Bengt Peterson (1964)
- Henrik IV, regia di Keve Hjelm (1964)
- Ta hand om Amelie, regia di Håkan Ersgård (1964)
- Blodsbröllop, regia di Bengt Lagerkvist (1965)
- Nattcafé, regia di Johan Bergenstråhle (1965)
- Idolen, regia di Håkan Ersgård (1965)
- Gustav Vasa, regia di Henrik Dyfverman (1965)
- Bödeln, regia di Bengt Lagerkvist (1965)
- Aftonstjärnan, regia di Bengt Lagerkvist (1965)
- Hans nåds testamente, regia di Jan Molander (1965)
- Doktor Knock, regia di Stig Törnroos (1966)
- Woyzeck, regia di Håkan Ersgård (1966)
- Kvinnas man, regia di Per-Axel Branner (1966)
- Patrasket, regia di Jan Molander (1966)

- Candida, regia di Jan Molander (1967)
- Hjälten på den gröna ön, regia di Kurt-Olof Sundström (1967)
- Etienne, regia di Lars Löfgren (1967)
- Romeo, Julia och mörkret, regia di Åke Lindman (1968)
- Förhinder, regia di Jan Hemmel (1969) - Cortometraggio
- Ferien, regia di Jan Hemmel (1971)
- Erik XIV, regia di Kurt-Olof Sundström (1974)
- Bänken, regia di Hans Dahlin (1979)
- Vasasagan, regia di Jan Hemmel (1998)

Serie Tv
- Route 66 (1963) - 1 episodio
- Drottningens juvelsmycke (1967) - Miniserie
- Ålder okänd (1991) - Miniserie
- Offer och gärningsmän (1999)
- Labyrinten (2000) - Miniserie
- Soldater i månsken (2000) - Miniserie
- Den 5:e kvinnan (2002) - Miniserie

## Teatro
- Midsommardröm i fattighuset, di Pär Lagerkvist - regia di Yngve Nordwall, Malmö Stadsteater, 1960-1961
- Drottningens juvelsmycke, di Carl Jonas Love Almquist - Malmö Stadsteater, 1961
- Drömresan, di Elmer Rice - regia di Yngve Nordwall, Malmö Stadsteater, 1961
- Världsomseglaren, di Georges Schehadé - regia di Yngve Nordwall, Malmö Stadsteater, 1961
- Mäster Olof, di August Strindberg - regia di Sandro Malmquist, Malmö Stadsteater, 1961-1962
- Spöket på Canterville (The Canterville Ghost), di Oscar Wilde - regia di Pierre N. Fränckel, Malmö Stadsteater, 1961-1962
- Primadonna (Adorable Julia), di Marc-Gilbert Sauvajon - regia di Gösta Folke, Malmö Stadsteater, 1962
- Min kära är en ros, di Bo Sköld - Malmö Stadsteater, 1962
- Stackars pappa, mamma har hängt dig i garderoben och jag känner mig så nere (Oh Dad, Poor Dad, Mamma's Hung You in the Closet and I'm Feelin' So Sad), di Arthur Kopit - regia di Herman Ahlsell, Malmö Stadsteater, 1962
- Gudomligt fusk, di Alfred Werner - Malmö Stadsteater, 1963
- Det tysta vapnet (L'Arme blanche), di Victor Haïm - regia di Sandor Györbiro, Malmö Stadsteater, 1968-1969
- Tartuffe (Tartuffe ou l'Imposteur), di Molière - regia di Mimi Pollak, Teatro Reale Drammatico di Stoccolma, 1971
- Oskuld och Arsenik, di Mats Ödeen - regia di Barbro Larsson, Teatro Reale Drammatico di Stoccolma, 1972
- Mäster Olof, di August Strindberg - regia di Alf Sjöberg, Teatro Reale Drammatico di Stoccolma, 1972
- Pampen, di Lars Björkman - regia di Yngve Gamlin, Teatro Reale Drammatico di Stoccolma, 1973
- Fem minuter att leva (The Freedom of the City), di Brian Friel - regia di Bo G. Forsberg, Malmö Stadsteater, 1974
- Arsenik och gamla spetsar (Arsenic and Old Lace), di Joseph Kesselring - regia di Andris Blekte, Malmö Stadsteater, 1976
- The Sunshine Boys, di Neil Simon - regia di Herman Ahlsell, Malmö Stadsteater, 1976
- Fröken Rosita (Blommornas språk) (Doña Rosita la soltera o el lenguaje de las flores), di Federico García Lorca - regia di Eva Sköld, Malmö Stadsteater, 1977
- Chez Nous, di Per Olov Enquist e Anders Ehnmark - regia di Yngve Nordwall, Malmö Stadsteater, 1977
- Harvey, di Mary Chase - regia di Anders Bäckström, Malmö Stadsteater, 1978
- Det är väl mitt liv? (Whose Life Is It Anyway?), di Brian Clark - regia di Torsten Sjöholm, Malmö Stadsteater, 1979
- Bosman och Lena (Boesman and Lena), di Athol Fugard - regia di Andris Blekte, Malmö Stadsteater, 1980
- Stängda dörrar (Huis clos), di Jean-Paul Sartre - regia di Folke Sundquist, Malmö Stadsteater, 1981
- Fadren, di August Strindberg - regia di Andris Blekte, Malmö Stadsteater, 1981
- Blodsbröllop (Bodas de Sangre), di Federico García Lorca - regia di Eva Sköld, Malmö Stadsteater, 1981-1982
- Från regnormarnas liv, di Per Olov Enquist - regia di Lennart Olsson, Malmö Stadsteater, 1982
- Doktorn klipper till (Tailleur pour dames), di Georges Feydeau - regia di Andris Blekte, Malmö Stadsteater, 1984
- Har ni sett Butlern? (Pass the Butler), di Eric Idle - regia di Lennart Olsson, Malmö Stadsteater, 1984
- Det var en lördag afton (Torch Song Trilogy), di Harvey Fierstein - regia di Ronnie Hallgren, Malmö Stadsteater, 1985
- Jaktscener från Nedre Bayern (Jagdszenen aus Niederbayern), di Martin Sperr - regia di Magnus Bergquist, Malmö Stadsteater, 1987
- I gycklarnas tid (Red Noses), di Peter Barnes - regia di Magnus Bergquist, Malmö Stadsteater, 1989
- Slaget vid Lepanto, di Howard Baker - regia di Barbro Larsson, Malmö Stadsteater, 1989
- Ett dårhus i Goa (A Madhouse in Goa), di Martin Sherman - regia di Göran Stangertz, Malmö Stadsteater, 1990
- Repetitionen eller Den straffade kärleken (La répétition ou l'amour puni), di Jean Anouilh - regia di Eva Sköld, Malmö Stadsteater, 1992
- Volpone (Volpone or The Fox), di Ben Jonson - regia di Barbro Larsson, Malmö Stadsteater, 1993
- Mamma, pappa, barn - det familjära våldets historia, di Staffan Valdemar Holm e Stellan Larsson - regia di Staffan Valdemar Holm, Malmö Stadsteater, 1993
- Lulu, di Frank Wedekind - regia di Staffan Valdemar Holm, Malmö Stadsteater, 1994
- Förväxlingar (The Comedy of Errors), di William Shakespeare - regia di Klaus Hoffmeyer, Malmö Stadsteater, 1995
- Paradisets barn (Les Enfants du paradis), di Jacques Prévert - regia di Henrik Sartou, Malmö Stadsteater, 1995
- Blod, di Lars Norén - regia di Göran Stangertz, Malmö Stadsteater, 1996
- Magisk cirkel, di Per Olov Enquist - regia di Kajsa Bramsvik, Malmö Stadsteater, 1997
- Den kaukasiska kritcirkeln (Der kaukasische Kreidekreis), di Bertolt Brecht - Malmö Stadsteater, 1997
- Vasasagan, di August Strindberg - regia di Staffan Valdemar Holm, Malmö Stadsteater, 1998

## Doppiatori italiani
Nelle versioni in italiano dei suoi film, Lars Passgård è stato doppiato da: 
- Cesare Barbetti in Come in uno specchio